# Carin Holmberg (skidåkare)
Carin Holmberg, född 13 januari 1982, är en svensk längdskidåkare som år 2000 var med i det vinnande svenska stafettlaget på junior-VM. 2001 tog hon bronsmedalj på 5 km och brons i stafett på junior-VM och senare samma år deltog hon i VM i Lahtis och kom 21:a på 10 km. 
Holmberg avslutade sin karriär år 2001.
Carin Holmberg kommer från en skidfamilj. Såväl brodern som lillasystern tävlade i längdskidåkning. Holmberg startade i Kvarnsvedens GoIF men kom senare att tävla för Domnarvets GoIF.